# Obra de John R.R. Tolkien
A continuació segueix un llistat amb les obres del filòleg i escriptor anglès J. R. R. Tolkien.

## Ficció
- 1937 The Hobbit or There and Back Again, ISBN 0-618-00221-9 (HM).
- 1945 Leaf by Niggle (història breu)
- 1945 The Lay of Aotrou and Itroun, publicat a Welsh Review
- 1949 Farmer Giles of Ham (faula medieval)
- 1953 The Homecoming of Beorhtnoth Beorhthelm's Son (obra de teatre escrita en vers al·literatiu), publicada amb els assajos Beorhtnoth's Death i Ofermod a Essays and Studies by members of the English Association, volum 6.
- The Lord of the Rings
  - 1954 The Fellowship of the Ring: primer volum de The Lord of the Rings, ISBN 0-618-00222-7 (HM).
  - 1954 The Two Towers: segon volum de The Lord of the Rings, ISBN 0-618-00223-5 (HM).
  - 1955 The Return of the King: tercer volum de The Lord of the Rings, ISBN 0-618-00224-3 (HM).
- 1962 The Adventures of Tom Bombadil and Other Verses from the Red Book
- 1964 Tree and Leaf (On Fairy-Stories i Leaf by Niggle en format de llibre)
- 1966 The Tolkien Reader (The Homecoming of Beorhtnoth Beorhthelm's Son, On Fairy-Stories, Leaf by Niggle, Farmer Giles of Ham i The Adventures of Tom Bombadil)
- 1967 The Road Goes Ever On, amb Donald Swann
- 1967 Smith of Wootton Major (història breu)

## Poesia
Tret que es precisi el contrari, l'any indica la data de composició.
- The Battle of the Eastern Field 1911
- From the many-willow'd margin of the immemorial Thames 1913
- The Voyage of Eärendel the Evening Star (The Book of Lost Tales 2 267–269) 1914
- The Bidding of the Minstrel 1914 (The Book of Lost Tales 2 261f.,269f.)
- Tinfang Warble 1914 (The Book of Lost Tales 1 107f.)
- Goblin Feet 1915
- You and Me / and the Cottage of Lost Play 1915 (The Book of Lost Tales 1 27f.)
- Kôr 1915, publicat com The City of the Gods el 1923 (The Book of Lost Tales 1 136)
- Kortirion among the Trees 1915 (revisat el 1937 i durant la dècada de 1960, The Trees of Kortirion)
- Over Old Hills and Far Away 1915
- A Song of Aryador 1915
- The Shores of Elfland 1915
- Habbanan beneath the Stars 1916
- The Sorrowful City 1916
- The Song of Eriol 1917 (The Book of Lost Tales 2 298ff.)
- The Horns of Ulmo 1917
- The Happy Mariners, publicat el 1920, compost el 1915
- The Children of Húrin (iniciat el 1920 o abans, continuat el 1925) (The Lays of Beleriand)
- The Clerke's Compleinte 1922
- Iúmonna Gold Galdre Bewunden 1923
- The Eadigan Saelidan 1923
- Why the Man in the Moon Came Down Too Soon 1923
- Enigmata Saxonic - a Nuper Inventa Duo 1923
- The Cat and the Fiddle: A Nursery-Rhyme Undone and its Scandalous Secret Unlocked 1923
- An Evening in Tavrobel 1924
- The Lonely Isle 1924
- The Princess Ni 1924
- Light as Leaf on Lindentree 1925
- The Flight of the Noldoli from Valinor 1925 (The Lays of Beleriand)
- The Lay of Leithian 1925–1931 (The Lays of Beleriand)
- The Lay of Eärendel 1920s (The Lays of Beleriand)
- The Nameless Land 1926
- Adventures in Unnatural History and Mediaeval Metres, being the Freaks of Fisiologus 1927:

- Fastitocalon
- Iumbo

- Tinfang Warble, publicat el 1927, compost el 1914
- Mythopoeia, circa 1931 (publicat a Tree and Leaf)[1]
- Progress in Bimble Town 1931
- Errantry 1933
- Firiel 1934
- Looney 1934
- Songs for the Philologists, amb E.V. Gordon et al., publicat el 1936:

- Bagme Bloma
- Éadig Béo þu!
- Frenchmen Froth
- From One to Five
- I Sat upon a Bench
- Ides Ælfscýne
- La Húru
- Lit and Lang
- Natura Apis: Morali Ricardi Eremite
- Ofer Wídne Gársecg
- The Root of the Boot
- Ruddoc Hana
- Syx Mynet

- The Dragon's Visit 1937
- Knocking at the Door: Lines induced by sensations when waiting for an answer at the door of an Exalted Academic Person 1937
- The Lay of Aotrou and Itroun, published in Welsh Review, December 1945
- Imram (The Death of St. Brendan) 1946 (publicat a Time and Tide, desembre de 1955, Sauron Defeated 261ff,296ff)
- Traduccions a l'èlfic de pregàries catòliques (ed. Wynne, Smith, Hostetter in Vinyar Tengwar 43, 44, 2002), compost durant la dècada de 1950:

- Ataremma versions (Parenostre quenya) versions I-VI
- Aia María (Avemaria quenya) versions I-IV
- Litany of Loreto en quenya
- Ortírielyanna (Sub tuum praesidium quenya)
- Alcar i Ataren (Gloriapatri quenya)
- Alcar mi tarmenel na Erun (Gloria in excelsis Deo quenya)
- Ae Adar Nín (Parenostre en síndarin)

- The Homecoming of Beorhtnoth Beorhthelm's Son 1953
- The Adventures of Tom Bombadil publicat el 1962:

- The Adventures of Tom Bombadil
- Bombadil Goes Boating
- Errantry
- Little Princess Mee
- The Man in the Moon Stayed Up Too Late
- The Man in the Moon Came Down Too Soon
- The Stone Troll
- Perry-the-Winkle
- The Mewlips
- Oliphaunt
- Fastitocalon
- The Cat
- Shadow-Bride
- The Hoard
- The Sea-Bell
- The Last Ship

- Once upon a time 1965
- Bilbo's Last Song 1966 (publicat per primer cop el 1974 com un pòster)
- For W. H. A. el 1967 a Shenandoah
- King Sheave a The Lost Road el 1987 a The Lost Road and Other Writings
- Narqelion publicat el 1988 a Mythlore

## Obres acadèmiques i assajos
- 1922 A Middle English Vocabulary, Oxford, Clarendon Press, 168 pp.
- 1925 Sir Gawain and the Green Knight, co-edited with E.V. Gordon, Oxford University Press, 211 pp.; Revised edition 1967, Oxford, Clarendon Press, 232 pp.
- 1925 Some Contributions to Middle-English Lexicography, published in The Review of English Studies, volume 1, no. 2, pp. 210–215.
- 1925 The Devil's Coach Horses, published in The Review of English Studies, volume 1, no. 3, pp. 331–336.
- 1929 Ancrene Wisse and Hali Meiðhad, published in Essays and Studies by members of the English Association, Oxford, volume 14, pp. 104–126.
- 1932 The Name 'Nodens', concerning the name Nodens, published in Report on the Excavation of the Prehistoric, Roman, and Post-Roman Site in Lydney Park, Gloucestershire, Oxford, University Press for The Society of Antiquaries.
- 1932–34 Sigelwara Land parts I and II, in Medium Aevum, Oxford, volume 1, no. 3 (December 1932), pp. 183–196 and volume 3, no. 2 (June 1934), pp. 95–111.
- 1934 Chaucer as a Philologist: The Reeve's Tale, in Transactions of the Philological Society, London, pp. 1–70 (rediscovery of dialect humour, introducing the Hengwrt manuscript into textual criticism of Chaucer's The Canterbury Tales)
- 1937 Beowulf: The Monsters and the Critics, London, Humphrey Milford, 56 pp. (publication of his 1936 lecture on Beowulf criticism)
- 1939 The Reeve's Tale: version prepared for recitation at the 'summer diversions', Oxford, 14 pp.
- 1939 On Fairy-Stories (1939 Andrew Lang lecture) - concerning Tolkien's philosophy on fantasy, this lecture was a shortened version of an essay later published in full in 1947.
- 1944 Sir Orfeo, Oxford, The Academic Copying Office, 18 pp. (an edition of the mediaeval poem)
- 1947 On Fairy-Stories (essay - published in Essays presented to Charles Williams, Oxford University Press) - first full publication of an essay concerning Tolkien's philosophy on fantasy, and which had been presented in shortened form as the 1939 Andrew Lang lecture.
- 1953 Ofermod and Beorhtnoth's Death, two essays published with the poem The Homecoming of Beorhtnoth, Beorhthelm's Son in Essays and Studies by members of the English Association, volume 6.
- 1953 Middle English "Losenger": Sketch of an etymological and semantic enquiry, published in Essais de philologie moderne: Communications présentées au Congrès International de Philologie Moderne (1951), Les Belles Lettres.
- 1958 The Old English Apollonius of Tyre, Oxford University Press - editorial prefatory note
- 1962 Ancrene Wisse: The English Text of the Ancrene Riwle, Early English Text Society, Oxford University Press.
- 1963 English and Welsh, in Angles and Britons: O'Donnell Lectures, University of Cardiff Press.
- 1964 Introduction to Tree and Leaf, with details of the composition and history of Leaf by Niggle and On Fairy-Stories.
- 1966 Contributions to the Jerusalem Bible (as translator and lexicographer)
- 1966 Foreword to the Second Edition of The Lord of the Rings, with Tolkien's comments on the varied reaction to his work, his motivation for writing the work, and his opinion of allegory.
- 1966 Tolkien on Tolkien (autobiographical)

## Publicacions pòstumes
- 1975 Guide to the Names in The Lord of the Rings (versió editada) - publicat a A Tolkien Compass de Jared Lobdell. Escrit per Tolkien per ús dels traductors de The Lord of the Rings, versió completa, retitulada "Nomenclature of The Lord of the Rings," va ser publicada el 2005 a The Lord of the Rings: A Reader's Companion de Wayne G. Hammond i Christina Scull ISBN 0-618-64267-6.
- 1975 Traduccions de Sir Gawain and the Green Knight, Pearl i Sir Orfeo
- 1976 The Father Christmas Letters
- 1977 El Silmaríl·lion ISBN 0-618-12698-8 (HM).
- 1979 Pictures by J.R.R. Tolkien, George Allen & Unwin, ISBN 0047410035.
- 1980 Unfinished Tales of Númenor and Middle-earth ISBN 0-618-15405-1 (HM).
- 1980 Poems and Stories (compilació de The Adventures of Tom Bombadil, The Homecoming of Beorhtnoth Beorhthelm's Son, On Fairy-Stories, Leaf by Niggle, Farmer Giles of Ham i Smith of Wootton Major)
- 1981 The Letters of J. R. R. Tolkien (eds. Christopher Tolkien i Humphrey Carpenter)
- 1981 The Old English "Exodus" Text traducció i comentari de J. R. R. Tolkien; editat per Joan Turville-Petre. Clarendon Press, Oxford
- 1982 Finn and Hengest: The Fragment and the Episode
- 1982 Mr. Bliss
- 1983 The Monsters and the Critics (col·lecció d'assajos)
  - Beowulf: the Monsters and the Critics (1936)
  - On Translating Beowulf (1940)
  - On Fairy-Stories (1947)
  - A Secret Vice (1930)
  - English and Welsh (1955)
- 1983–1996 The History of Middle-earth:  1. The Book of Lost Tales 1 (1983)
  2. The Book of Lost Tales 2 (1984)
  3. The Lays of Beleriand (1985)
  4. The Shaping of Middle-earth (1986)
  5. The Lost Road and Other Writings (1987)
  6. The Return of the Shadow (The History of The Lord of the Rings vol. 1) (1988)
  7. The Treason of Isengard (The History of The Lord of the Rings vol. 2) (1989)
  8. The War of the Ring (The History of The Lord of the Rings vol. 3) (1990)
  9. Sauron Defeated (The History of The Lord of the Rings vol. 4, including The Notion Club Papers) (1992)
  10. Morgoth's Ring (The Later Silmarillion vol. 1) (1993)
  11. The War of the Jewels (The Later Silmarillion vol. 2) (1994)
  12. The Peoples of Middle-earth (1996)

  - Index (2002)
- 1995 J. R. R. Tolkien: Artist and Illustrator - compilació de l'art de Tolkien
- 1998 Roverandom
- 2002 A Tolkien Miscellany - col·lecció de material ja publicat
- 2002 Beowulf and the Critics ed. Michael D.C. Drout (Beowulf: the monsters and the critics juntament amb edicions de borradors de l'assaig més llarg del qual van condensar-se.)
- 2005 Guide to the Names in The Lord of the Rings (versió completa) - publicat a The Lord of the Rings: A Reader's Companion  de Wayne G. Hammond i Christina Scull ISBN 0-618-64267-6. Retitulat "Nomenclature of The Lord of the Rings" en aquest llibre.
- 2007 The Children of Húrin
- 2007 The History of The Hobbit de John D. Rateliff – conté substancials fragments de texts
- 2008 Tales from the Perilous Realm (compilació de Roverandom, Farmer Giles of Ham, The Adventures of Tom Bombadil, Leaf by Niggle i Smith of Wootton Major)
- 2009 The Legend of Sigurd and Gudrún
- 2013 The Fall of Arthur (poema narratiu sobre el rei Artús)[3]
- 2014 Beowulf: A Translation and Commentary (ed. Christopher Tolkien, també inclou la història "Sellic Spell", fins aleshores no publicada)[4]
- 2015 The Story of Kullervo (ed. Verlyn Flieger)[5]
- 2016 A Secret Vice
- 2016 The Lay of Aotrou and Itroun, publicat a Welsh Review
- 2017 Beren and Lúthien[6]

## Registres d'àudio
- 1967 Poems and Songs of Middle-earth, Caedmon TC 1231
- 1975 J. R. R. Tolkien Reads and Sings his The Hobbit & The Lord of the Rings, Caedmon TC 1477, TC 1478 (gravat l'agost de 1952 per George Sayer)